# Kaupfélag

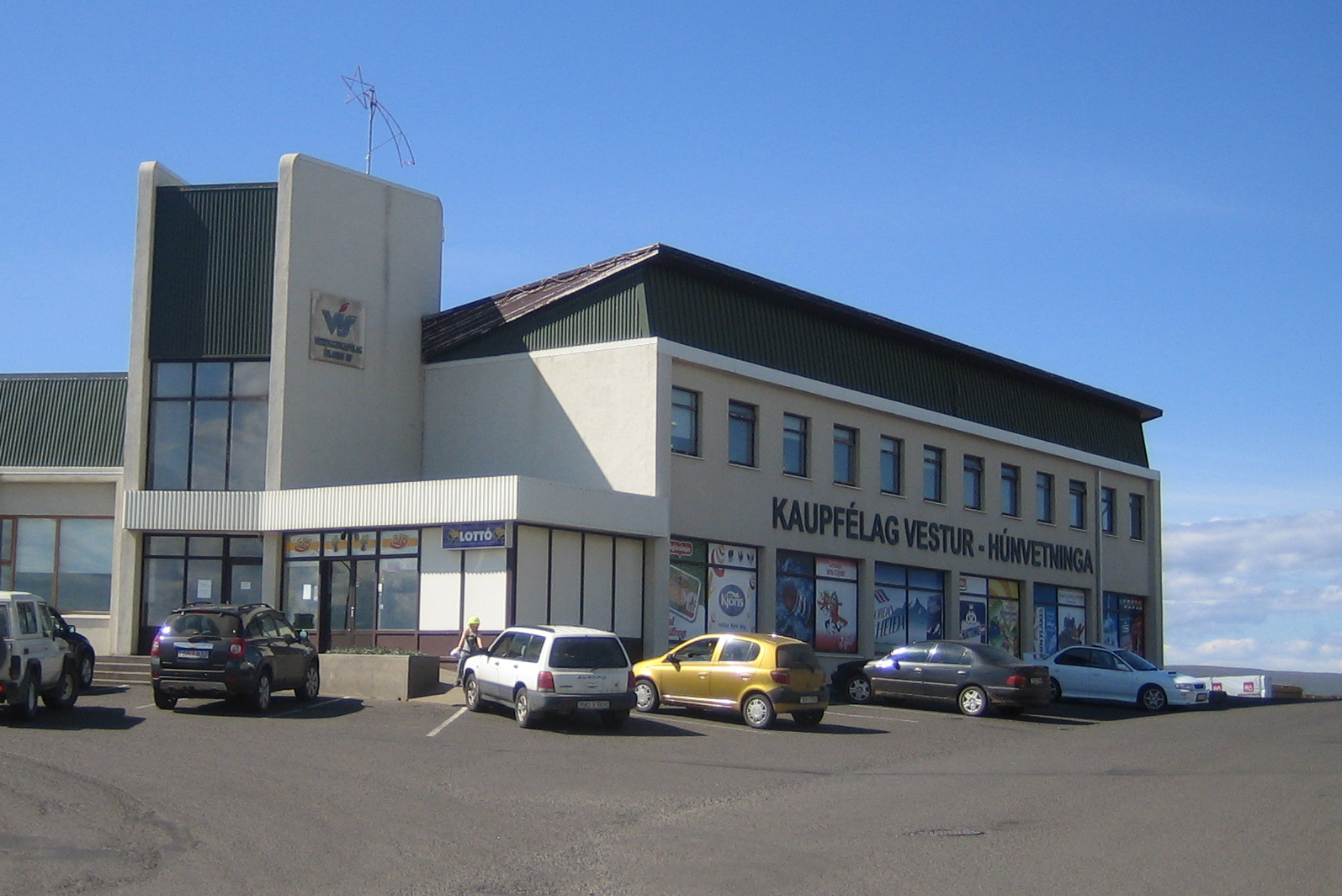
Kaupfélag Vestur-Húnvetninga in Hvammstangi.

Ein Kaupfélag ist eine genossenschaftlich organisierte Unternehmensform (wörtlich Kaufverein) in Island.

## Geschichte
Als erste Gesellschaft trug der 1882 in Húsavik gegründete Kaupfélag Þingeyinga diese Bezeichnung. Ziel der Gründung war es, die Bedingungen beim Außenhandel für die Bauern zu verbessern. Dabei ging es nicht primär um das Erzielen besserer Preise, sondern vor allem darum, mehr Mitbestimmungsmöglichkeiten zu schaffen und die Abhängigkeit von überwiegend dänischen Zwischenhändlern zu reduzieren. Die Gesellschaft arbeitete mit einem Händler im englischen Newcastle upon Tyne zusammen. In der Folgezeit entstanden in anderen Orten ähnliche Gesellschaften. Viele von ihnen schlossen sich im 20. Jahrhundert zum Samband íslenskra samvinnufélaga zusammen. Dieser Verband geriet in den 1980er Jahren in finanzielle Schwierigkeiten. Auch der Kaupfélag Þingeyinga musste 1999 Konkurs anmelden.